# La Chair de l'orchidée
Pour plus de détails, voir Fiche technique et Distribution.
La Chair de l'orchidée est un film germano-italo-français réalisé par Patrice Chéreau et sorti en 1975.
C'est une adaptation du roman éponyme (en) de James Hadley Chase paru en 1948.

## Synopsis
Claire (Charlotte Rampling), dont la mère était surnommée « l'Orchidée », est la riche héritière d'un père milliardaire qui lui a laissé en mourant toute sa fortune. Sa tante, madame Bastien-Wegener, veut s'approprier cette fortune. Elle a réussi à la faire enfermer dans un hôpital psychiatrique. Claire s’évade et, après un accident de la route, est recueillie par deux hommes, Louis Delage (Bruno Cremer), éleveur de chevaux, et Marcucci, petit truand terrorisé, car pourchassé par les frères tueurs professionnels Guyla et Joszef Berekian.

## Fiche technique
Sauf indication contraire, les informations mentionnées dans cette section peuvent être confirmées par la base de données cinématographiques Unifrance,  présente dans la section « Liens externes ».
- Titre original français : La Chair de l'orchidée[2]
- Titre italien : Un'orchidea rosso sangue[3]
- Titre allemand : Das Fleisch der Orchidee[4]
- Réalisateur : Patrice Chéreau, assisté par Antonio Gabrielli
- Scénario et dialogues : Jean-Claude Carrière et Patrice Chéreau d'après le roman La Chair de l'orchidée (en) (The Flesh of the Orchid) de James Hadley Chase, paru en 1948.
- Photographie : Pierre Lhomme
- Son : Harald Maury
- Musique : Fiorenzo Carpi
- Décors : Richard Peduzzi
- Costumes : Jacques Schmidt
- Montage : Pierre Gillette
- Cadrage : Jean Chiabaut
- Maquillage : Alexandre Marcus, Alain Folgoas
- Coiffure : Huguette Lalaurette
- Effets spéciaux : Georges Jaconelli
- Scripte : Ariane Litaize
- Production : Vincent Malle
- Sociétés de production : Les Films Méric, Oceania Produzione Internazionale (Rome), TIT filmproduktion (Munich), Les Films de l'Astrophore, O.R.T.F., Paris-Cannes Production (Paris), V.M.P.
- Sociétés de distribution : Lira Films (Paris), Tamasa Distribution (international)
- Pays de production :  France (majoritaire) -  Italie -  Allemagne de l'Ouest
- Langue originale : français
- Format : couleur par Eastmancolor - 1,66:1 - Son mono - 35 mm
- Genre : drame
- Durée : 115 minutes
- Dates de sortie :
  - France : 29 janvier 1975 ; 2 mai 2018 (ressortie)
  - Italie : 9 mai 1975
  - Allemagne de l'Ouest : 2 août 1975
- Classification :
  - France : Interdit aux moins de 12 ans
  - Allemagne de l'Ouest : Interdit aux moins de 16 ans[4]
- Affiche : René Ferracci (France)

## Distribution
- Charlotte Rampling : Claire Wegener
- Bruno Cremer : Louis Delage
- Edwige Feuillère : Madame Bastier-Wegener
- Simone Signoret : Lady Vamos
- Alida Valli : la folle de la gare
- Hans Christian Blech : Gyula Berekian
- François Simon : Joszef Berekian
- Hugues Quester : Marcucci
- Rémy Germain : Arnaud Bastier-Wegener
- Roland Bertin : l'homme d'affaires
- Marcel Imhoff : le directeur de l'asile
- Pierre Asso : le docteur
- Marie-Louise Ebeli : l'infirmière de l'asile
- Ève Francis : la mère de Delage
- Luigi Zerbinati : Alcide
- Jenny Clève : Madeleine, la femme de chambre
- Günter Meisner : l'avocat-conseil
- Lucien Magnin : le patron de l'hôtel
- Robert Baillard : le jardinier
- Micheline Bona
- Jacques Sarthou
- François Viaur
- Eddy Roos
- Robert Nogaret
- Giampiero Fortebracchio
- Rôle de Valentina Cortese coupé au montage

## Tournage
Le tournage a lieu du 22 juillet au 24 septembre 1974 notamment à Uriage-les-Bains, à Lyon et ses environs et à Milan.
Dans les 7 dernières minutes du film, les scènes autour et dans l'hôpital ont été tournées à l'Hôpital Neurologique de Bron, en banlieue de Lyon (aujourd'hui Hôpital Pierre Wertheimer).

## Distinctions

### Nominations
- César 1976 : 
  - César des meilleurs décors pour Richard Peduzzi
  - César de la meilleure photographie pour Pierre Lhomme